# Teri Fahrendorf
Teri Fahrendorf (West Bend, 18 de febrero de 1960) es una cervecera estadounidense y fundadora de la Pink Boots Society, una organización que apoya a las mujeres en la industria cervecera. Es conocida por ser una de las primeras mujeres en la industria cervecera artesanal y sus cervezas han sido ampliamente premiadas por organizaciones como el Great American Beer Festival y la Brewers Association. 

## Infancia y educación
Fahrendorf se crio en una familia alemana en Wisconsin y es la mayor de cuatro hermanos. Comenzó a hornear pan con 10 años, a lo que atribuye a su primer intento de fermentación. Mientras era creativa con la cocina, se licenció en la Universidad de Wisconsin–Eau Claire, en Sistemas de Información Administrativa (Administración de empresas con especialización en computadoras, programación COBOL). Las habilidades de gestión de proyectos que desarrolló la ayudaron más tarde en su carrera cervecera.
Durante la universidad, la presentación que un compañero hizo sobre la elaboración del vino despertó su interés, y usó el método del "Vino globo", combinando el concentrado de jugo de uva Welch, levadura y azúcar. Después de graduarse en 1984, se mudó al área de la Bahía de San Francisco para trabajar en dos compañías presentes en la lista Fortune (Honeywell y Burroughs, que se convirtió en Unisys) que realizan servicios de software y soporte de software.
Continuó elaborando vino de forma casera, pero como el vino en el área era barato, en 1985 comenzó a elaborar en su lugar cerveza casera. Se unió a un club de elaboración casera, San Andreas Malts, donde aprendió los ingredientes y procesos fundamentales para la elaboración de la cerveza: maltas, lúpulo, levadura y temperatura. Durante este tiempo, también asistió a eventos como la Conferencia de la Brewers Association y el Great American Beer Festival.

## Maestra cervecera
En 1988, Fahrendorf dimitió de su trabajo como programadora para asistir al Instituto Siebel en Chicago, donde obtuvo un título en Tecnología de elaboración de la cerveza y trabajó como becaria en el Sieben River North Brewpub. A su regreso a California, comenzó su carrera en la elaboración de cerveza en la Golden Gate Brewing Company en Berkeley en marzo de 1989. Golden Gate Brewing cambió de administración antes de su contratación y una variedad de factores, como un diseño incorrecto, llevaron a lo que Fahrendorf llama su "peor experiencia cervecera".
Cuando el 1 de mayo de 1989, preparó 10 barriles en el sistema de 7 barriles, llenó un hervidor de agua con 50 galones de agua para esterilizarlo y luego usarlo para completar el hervidor después de la mezcla. Durante el proceso de elaboración de la cerveza en Golden Gate, el diseño del hervidor de agua requirió que se vaciara el hervidor de agua de sus últimos 2-3 galones cuando la bomba extrajo aire, cavitando ruidosamente. El día del accidente, Fahrendorf comenzó su rutina y, mientras trabajaba, oyó que la bomba cavitaba, marcando el momento de drenar los 2-3 galones restantes del hervidor. Mientras retiraba la abrazadera triple para comenzar este proceso, brotaron 50 galones de agua hirviendo que se vertieron en la bota izquierda de Fahrendorf.
El diseño incorrecto del local la dejó sin una ruta de escape clara. Aunque pudo agacharse y escapar del agua hirviendo, se le produjeran daños graves en las piernas y los pies, particularmente en el lado izquierdo. El accidente le produjo quemaduras de tercer grado en el 11% de su cuerpo, lo que requirió cirugía e injertos de piel del cuero cabelludo. Después del accidente, Fahrendorf se convirtió en una defensora de la seguridad en las cervecerías y continúa incluyendo la historia de la lesión en sus charlas o entrevistas. Dejó Golden Gate para ocupar un puesto en Triple Rock Brewing, también en Berkeley, California, donde era la cervecera principal. En 1990, asistió al Oregon Brewers Fest, que la llevó a un trabajo en Steelhead Brewing en Oregón.

## Steelhead Brewing Company
Después de pasar un tiempo en Triple Rock Brewing, Fahrendorf se mudó a Oregon cuando aceptó un trabajo en Steelhead Brewing Company en Eugene, Oregón. Steelhead fue la segunda cervecería artesanal en abrir en Eugene, y Fahrendorf comenzó a trabajar allí el 17 de septiembre de 1990. Se convirtió en maestra cervecera, trabajando para Steelhead durante 17 años. Sus creaciones alcohólicas ganaron premios, incluyendo un Bombay Bombardero que tenía un "estatus cercano a ser de culto" cuando lo preparó en Eugene y una Medalla de Plata del Gran Festival de la Cerveza Americana por "UCIPA", pero también era conocida por crear la receta para la bien considerada cerveza de raíz de la compañía.
Fahrendorf relata el tiempo que pasó en Steelhead durante la década de 1990, y toma nota de la gran expansión de las cervezeras artesanas que se produjo en la Costa Oeste durante este tiempo. En sus reflexiones sobre ese momento, señaló que aunque muchos cerveceros se mudaron a diferentes cervecerías de trabajo en muchos lugares diferentes, prefirió quedarse en Eugene. Ella acredita esta longevidad con su supervivencia durante el accidente de la cervecería artesanal de principios de la década de 2000.

## Road brewer
En 2007, Fahrendorf dejó su trabajo en Steelhead Brewing Company para convertirse en lo que calificó de "cervecera de carretera". Viajó desde el 4 de junio al 20 de octubre a través de los Estados Unidos desde Oregón hasta Maine y viceversa, un viaje de un total de 12,656 millas. Durante su viaje, visitó un total de 70 cervecerías y preparó cerveza en 38 de ellas, formando conexiones con cerveceras de todo el país en el proceso.
También conoció a mujeres cerveceras que le hablaron sobre sentimientos de aislamiento siendo las únicas mujeres que trabajan en la cervecería. Como consecuencia de esto, reconoció la necesidad de una organización que actuara como comunidad para que las mujeres cerveceras se conectaran y compartieran información, y recopiló los nombres de las mujeres que conoció durante su viaje. Esa lista formó el núcleo de la Pink Boots Society. 

## Pink Boots Society y Barley's Angels
Fahrendorf aboga por los derechos de otras mujeres y ha trabajado para aumentar el número de mujeres en la industria cervecera. Creó la Pink Boots Society (PBS) después de viajar por el país como Road Brewer. En la entrevista de su historia, ella afirma que no existe un techo de cristal en la elaboración de la cerveza, con la excepción del sistema educativo de la cervecería. Ella reconoce que la parte más difícil de entrar en la industria tenía que ver con su tamaño físico, ya que elaborar cerveza es un trabajo muy físicoo. Acredita a Mellie Pullman como una gran influencia en sus primeros años de carrera; Pullman, la primera maestra cervecera femenina en los Estados Unidos después de que ella comenzó a trabajar en Park City, Schirf Brewing de Utah (luego Wasatch Brewery) en 1986. 

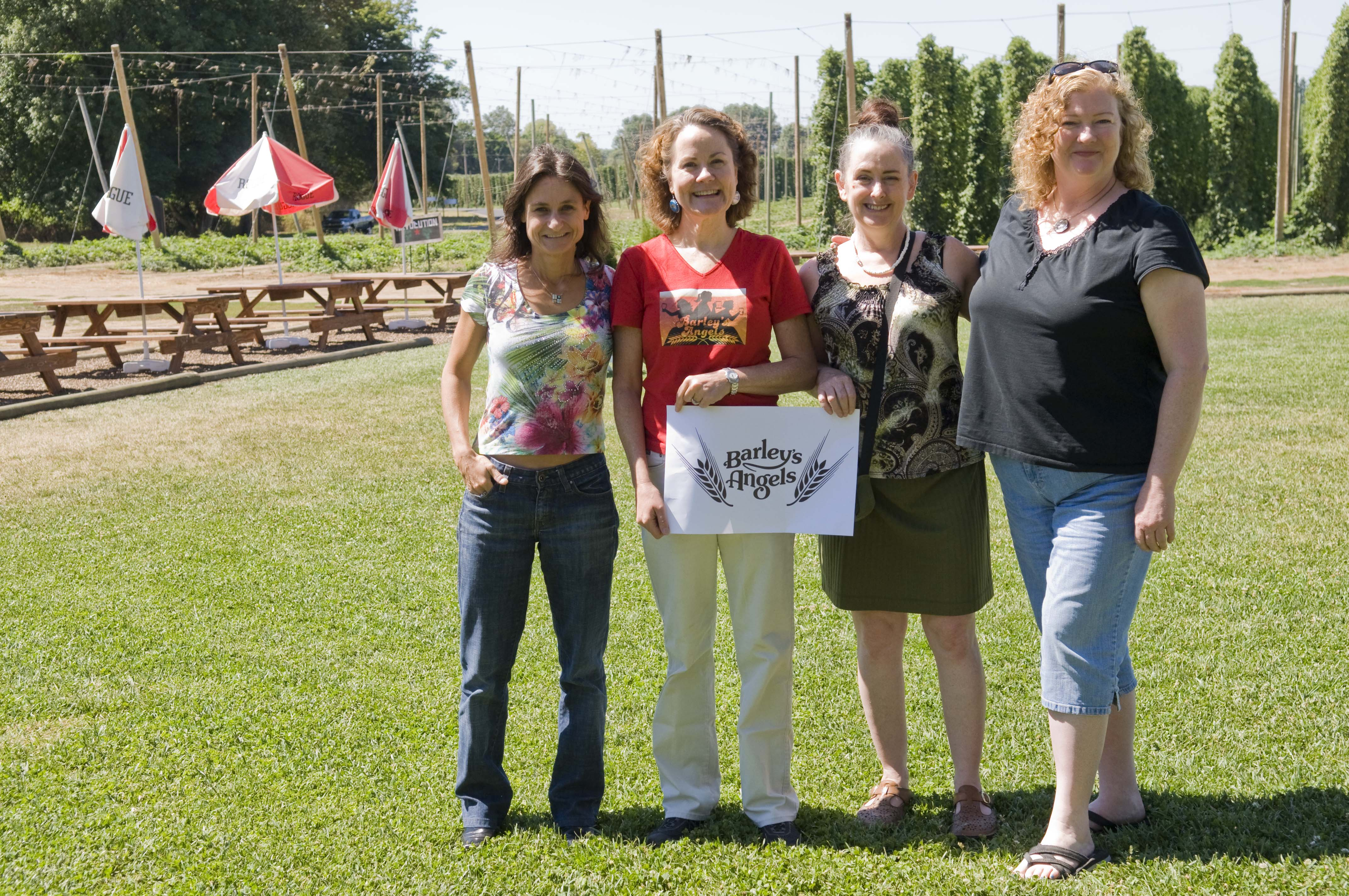
Teri en una reunión de Barley's Angels en 2012

Usando las conexiones que hizo en su viaje, organizó la primera reunión de Pink Boots Society (la sociedad de las botas rosas, llamada así por las botas de goma rosadas que usaba Fahrendorf durante su viaje) en San Diego en abril de 2008. Esta reunión incluyó a 16 cerveceras y 6 escritoras de cerveza; estas mujeres decidieron que Pink Boots Society (PBS) debería ser una organización profesional para apoyar a las mujeres involucradas en la industria cervecera en todo el mundo. La segunda reunión de PBS se celebró en diciembre de 2008 y hubo 35 asistentes. 
En 2011, Teri Fahrendorf y Lisa Morrison lideraron el esfuerzo para establecer Barley's Angels. El 23 de enero de 2011, se lanzó el primer capítulo de Barley's Angels con una degustación de cerveza en Rogue Ales Public House en Portland, Oregon, organizada por Megan Flynn, editora de Beer West Magazine. Siguieron otros capítulos, incluido el capítulo de Chicago, que se fundó en septiembre de 2012. 
En 2012, PBS se convirtió en una organización sin fines de lucro, permitiéndoles recaudar fondos y ampliar sus becas educativas; sin embargo, cuando se les concedió el estatus de organización sin fines de lucro, se les exigió dividir sus operaciones de Barley's Angels, que apoyaba a empresas con fines de lucro a través de sus programas de educación a las consumidoras. Christine Jump se convirtió en directora de Barley's Angels cuando las organizaciones se dividieron; Jump fue una de los integrantes originales de Pink Boots Society. En 2016, había 111 capítulos de Barley's Angels en seis países, incluidos Argentina, Australia, Canadá, Alemania, Reino Unido y Estados Unidos. Los capítulos continúan enfocándose en expandir la apreciación y comprensión de la cerveza artesanal por parte de las mujeres a través de eventos con profesionales de la cerveza, que incluyen cocinar y combinar alimentos con cerveza, estrategias de compra y análisis sensorial.
Emily Engdahl fue directora ejecutiva de PBS de 2013 a 2018. Fahrendorf fue presidenta de Pink Boots Society hasta 2016, cuando Laura Ulrich asumió el cargo. Fahrendorf continuó involucrada en la organización con el título de Presidenta Emérita. PBS es reconocida como una organización sin fines de lucro 501 (c) (3) y actualmente se centran en becas, educación y divulgación para mujeres en la industria cervecera. El material de archivo para PBS se lleva a cabo dentro de los archivos de lúpulo y elaboración de cerveza de Oregón en el Centro de Investigación de Colecciones y Archivos Especiales (SCARC) de la Universidad Estatal de Oregón (OSU).

## Trabajo actual
Desde su viaje por carretera y la creación de la Sociedad Pink Boots, Fahrendorf continúa trabajando en la industria cervecera artesanal y su posición actual es como Gerente del Centro de Innovación de Malta para Great Western Malting. Los logros de su carrera incluyen la elaboración de ocho de las 24 cervezas galardonadas de Steelhead para el Great American Beer Festival, ser una autora y oradora técnica publicada, y recibir el Premio de Reconocimiento 2014 de la Brewers Association.